# 1973 في الأرجنتين
فيما يلي قوائم الأحداث التي وقعت خلال عام 1973 في الأرجنتين.

## سياسة

### تعيين في المنصب
- 3 مايو – فرناندو دي لاروا عضو مجلس الشيوخ الأرجنتيني.
- 25 مايو – راؤول ألفونسين عضو مجلس النواب في الأرجنتين.
- 25 مايو – هيكتور خوسيه كامبورا رئيس الأرجنتين.
- 12 أكتوبر – إيزابيل بيرون نائب رئيس الأرجنتين [الإنجليزية]‏، السيدة الأولى للأرجنتين [الإنجليزية]‏.
- 12 أكتوبر – خوان بيرون رئيس الأرجنتين.

### انتهاء فترة المنصب
- 12 يوليو – هيكتور خوسيه كامبورا رئيس الأرجنتين.

## رياضة
- 28 يناير – جائزة الأرجنتين الكبرى 1973 الفائز إيمرسون فيتيبالدي.

## مواليد

### يناير
- 1 يناير – أندريس موشيتي
- 27 يناير – بابلو باز لاعب كرة قدم أرجنتيني.[1]
- 27 يناير – هيكتور موريتي لاعب كرة مضرب أرجنتيني.

### مارس
- 5 مارس – خوان اسنايدر[2]
- 11 يوليو – مارسيلو شاربنتيير لاعب كرة مضرب أرجنتيني.
- 23 مارس – أليخاندرو نايف لاعب كرة قدم أرجنتيني.[3]
- 24 مارس – مارسيلو ديلجادو لاعب كرة قدم أرجنتيني.[4]

### أبريل
- 13 أبريل – غوستافو أدريان لوبيز لاعب كرة قدم أرجنتيني.[5]
- 14 أبريل – روبرتو أيالا لاعب كرة قدم أرجنتيني.[6]
- 22 أبريل – بابلو اجويلار ممثل أرجنتيني.

### مايو
- 20 مايو – هيكتور خافيير فيلاسكو ملاكم أرجنتيني.
- 25 مايو – ماريا خوسيه جايدانو لاعبة كرة مضرب أرجنتينية.[7]

### يونيو
- 13 يونيو – إينيس جوروتشاتيجوي لاعبة كرة مضرب أرجنتينية.

### يوليو
- 11 يوليو – مارسيلو شاربنتيير لاعب كرة مضرب أرجنتيني.

### أغسطس
- 10 أغسطس – خافيير زانيتي لاعب كرة قدم أرجنتيني.[8]

### سبتمبر
- 30 سبتمبر – روبن وولكوويسكي لاعب كرة سلة أرجنتيني.[9]

### أكتوبر
- 7 أكتوبر – راؤول هوراسيو بالبي ملاكم أرجنتيني.
- 18 أكتوبر – دانيال فارابيلو لاعب كرة سلة أرجنتيني.[9]

### نوفمبر
- 7 نوفمبر – مارتن باليرمو لاعب كرة قدم أرجنتيني.[10]

### ديسمبر
- 21 ديسمبر – ماتياس ألميدا لاعب كرة قدم أرجنتيني.[11]

## وفيات

### مارس
- 29 مارس – أدولفو زوميلزو (مواليد 1902) لاعب كرة قدم أرجنتيني.